# Murattash
Murattash è una nazione che venne conquistata e bruciata da Tiglath-Pileser I, re di Assiria (1114-1076 a.C. circa), che ne trasse un bottino di lingotti e oggetti di rame, verso il 1112 a.C. Si trovava a sud del Piccolo Zab, nei monti Zagros, nell'area del monte Bazyān, o attorno al Qara Dağ. Murattaš era anche il nome della capitale dello stesso paese.
In un frammento in frigio viene citata Murattash e la vicina Saradaush: ho attraversato il Piccolo Zab, e conquistato le terre di Murattash e Saradaush, che si trovano nel mezzo delle montagne di Asaniu e Atuma, in una regione difficile.